# Dulcian

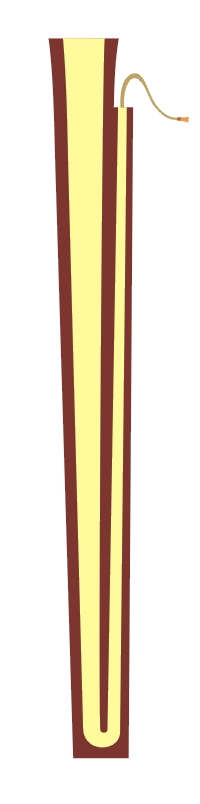
Dulcian

Dulcian (av italienska dolciano "den milde") är ett träblåsinstrument. Dulcianen ersattes av fagotten på 1600-talet.
Dulcian är också en orgelstämma av typen tungstämma, även kallad lingual- eller rörstämma.